# Laysla De Oliveira
Laysla De Oliveira (Toronto, 11 januari 1992) is een Canadese actrice. Ze staat bekend om haar rollen als Dodge in de televisieserie Locke & Key, Veronica in de dramafilm Guest of Honour en Becky DeMuth in de horrorfilm In the Tall Grass.

## Filmografie

### Film
| Jaar | Titel                               | Rol            | Opmerkingen |
| ---- | ----------------------------------- | -------------- | ----------- |
| 2016 | Onto Us                             | Maria          | Korte film  |
| 2016 | An American Girl: Lea to the Rescue | Paula Ferreira |             |
| 2018 | Acquainted                          | Emma           |             |
| 2018 | One by One                          | Lita           |             |
| 2019 | Guest of Honour                     | Veronica       |             |
| 2019 | Business Ethics                     | Rosa           |             |
| 2019 | In the Tall Grass                   | Becky DeMuth   |             |
| 2019 | Code 8                              | Maddy          |             |

### Televisie
| Jaar      | Titel               | Rol             | Opmerkingen                                        |
| --------- | ------------------- | --------------- | -------------------------------------------------- |
| 2012      | Covert Affairs      | Johanna Peeters | Aflevering "Scary Monsters (and Super Creeps)"     |
| 2013      | Nikita              | Bettina         | Aflevering "Brave New World"                       |
| 2013      | Gothica             | Tessa           | Televisiefilm                                      |
| 2017      | Jalen Vs. Everybody | Angela          | Televisiefilm                                      |
| 2018      | iZombie             | Zoe Ward        | Aflevering "Don't Hate the Player, Hate the Brain" |
| 2018–2019 | The Gifted          | Glow            | 3 afleveringen                                     |
| 2020–2022 | Locke & Key         | Dodge / Echo    | 15 afleveringen                                    |